# 광주제일고등학교
광주제일고등학교(光州第一高等學校)는 대한민국 광주광역시 북구 누문동에 있는 공립 고등학교이다.

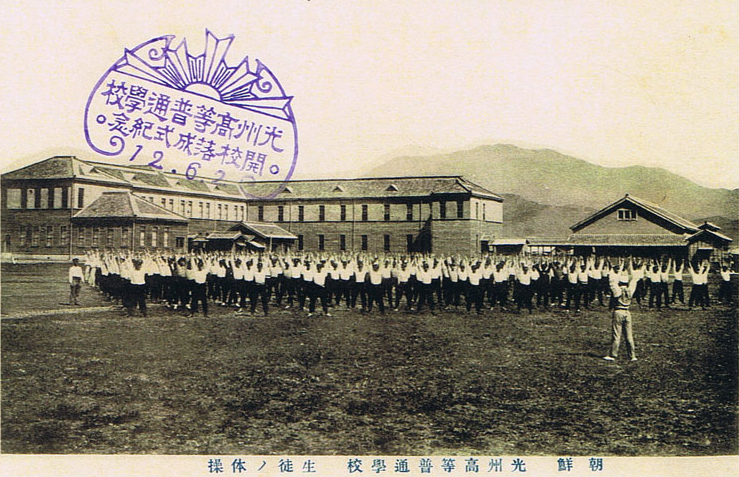
광주고등보통학교 시절

## 학교 연혁
- 1920년 4월 6일 : 사립 광주고등보통학교 설립 인가
- 1920년 4월 23일 : 초대 교장 속야전지승 취임
- 1920년 4월 26일 : 제1차로 신입생 96명 모집하여 동년 5월 1일 광산관을 빌려 개교함(수업년한 5개년)
- 1922년 3월 31일 : 관립광주고등보통학교로 됨
- 1925년 3월 7일 : 재적 38명으로 제1회 졸업식 거행함(5연제)
- 1925년 4월 1일 : 공립으로 도에 이관, 광주공립고등보통학교로 됨
- 1929년 11월 3일 : 본교 학생의 주도로 광주학생독립운동 발발
- 1938년 4월 1일 : 광주서공립중학교로 교명 변경함
- 1945년 3월 25일 : 제21회 졸업식 거행(4연제 138명, 5연제 79명)
- 1945년 8월 15일 : 조국 해방, 설립 이래 졸업회수 제21회, 졸업생수 1,355명(일제하)
- 1945년 8월 15일 : 해방 초대 교장 강신태 취임함
- 1948년 9월 1일 : 학칙 변경으로 수업연한을 육개년으로 함과 동시 초,고급과 제도 폐지함
- 1951년 3월 20일 : 교육법 개정으로 교명을 광주서중학교로 개명
- 1951년 9월 15일 : 대통령령 제528호 학제 변경으로 서중 5,6학년을 광주고등학교 2,3학년에 편입. 동중 2,3학년을 서중 2,3학년에 편입 조치함
- 1952년 3월 31일 : 제27회 졸업식 거행(3연제 612명)
- 1953년 4월 8일 : 광주제일고등학교의 교명으로 설립 인가됨(수학연한 3개년, 9학급)
- 1953년 4월 10일 : 입학식 거행함
- 1953년 4월 15일 : 초대 교장 강봉우 취임(서중 겸무)
- 1956년 2월 21일 : 제1회 졸업식 거행(3연제 256명)
- 1975년 4월 6일 : 광주제일고등학교 부설 방송통신고등학교 창설, 입학식(292명) 거행
- 1978년 2월 19일 : 제1회 부설 방송통신고등학교 졸업식(133명) 거행
- 1995년 2월 19일 : 제18회 부설 방송통신고등학교 졸업식(104명, 총 2,459명) 거행
- 1995년 3월 1일 : 부설 방송통신고등학교를 광주고등학교 부설 방송통신고등학교로 통합(재학생 1,2학년 전원 전편입)
- 1996년 10월 18일 : 본관 건물 준공식
- 2003년 11월 3일 : 체육관(무등관) 개·보수공사 준공
- 2010년 2월 23일 : 2011학년도 자율형 공립고 지정
- 2025년 1월 24일 : 제100회 졸업식(졸업식 192명, 총 46,001명 졸업)
- 2025년 3월 1일 : 제42대 이규연 교장 취임
- 2025년 3월 4일 : 2025학년도 신입생 입학 202명

## 참고 자료
- 광주제일고등학교 - 한국교육학술정보원 학교알리미